# Géographie des Samoa américaines
Les Samoa américaines sont situées dans l'océan Pacifique Sud, près de la ligne internationale de changement de date, à peu près aux trois cinquièmes de l'espace entre Hawaii et la Nouvelle-Zélande, dans une position presque centrale en Polynésie. Les îles de l'archipel à l'ouest du 171e degré de longitude ouest forment le pays indépendant des Samoa (anciennement Samoa occidentales).
Les Samoa américaines sont un territoire des États-Unis, un des rares de l'hémisphère Sud, qui s'étend à quelques îles volcaniques et à deux petits atolls de Polynésie :
- Tutuila avec les petites îles environnantes, y compris Aunu'u,
- le groupe des îles Manua avec Ta‘ū et Ofu-Olosega,
- l'atoll Rose situé à l'Est, un atoll inhabité de 5 km² en comprenant son lagon,
- l'atoll Swains situé tout au Nord (revendiqué par les Tokelau.

les îles des Samoa américaines
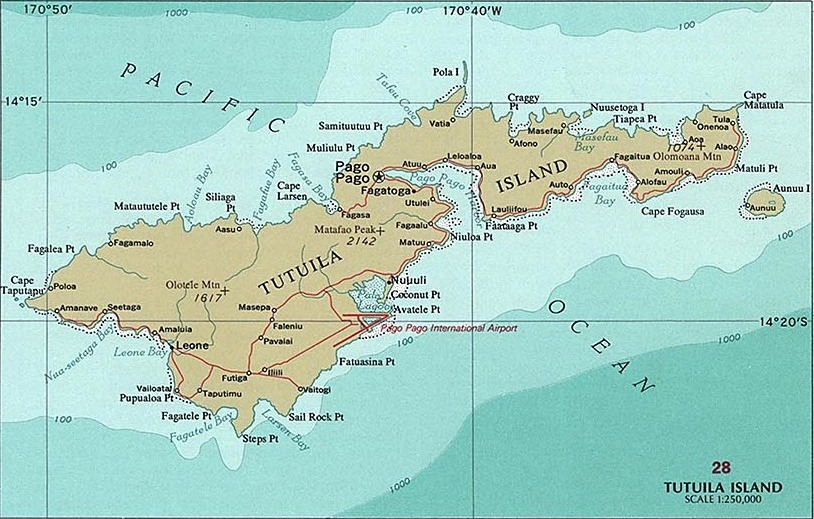
Tutuila
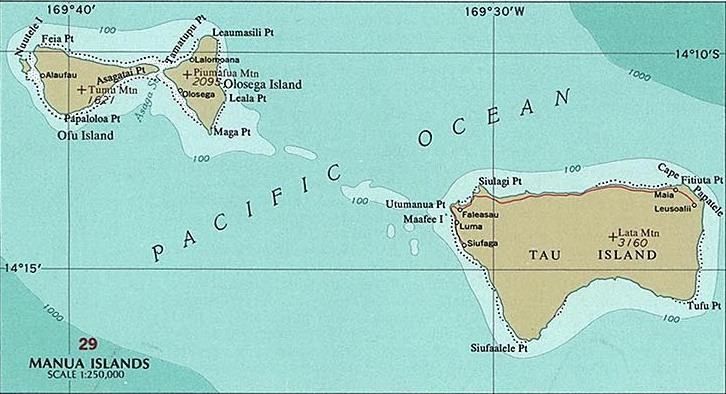
îles Manua
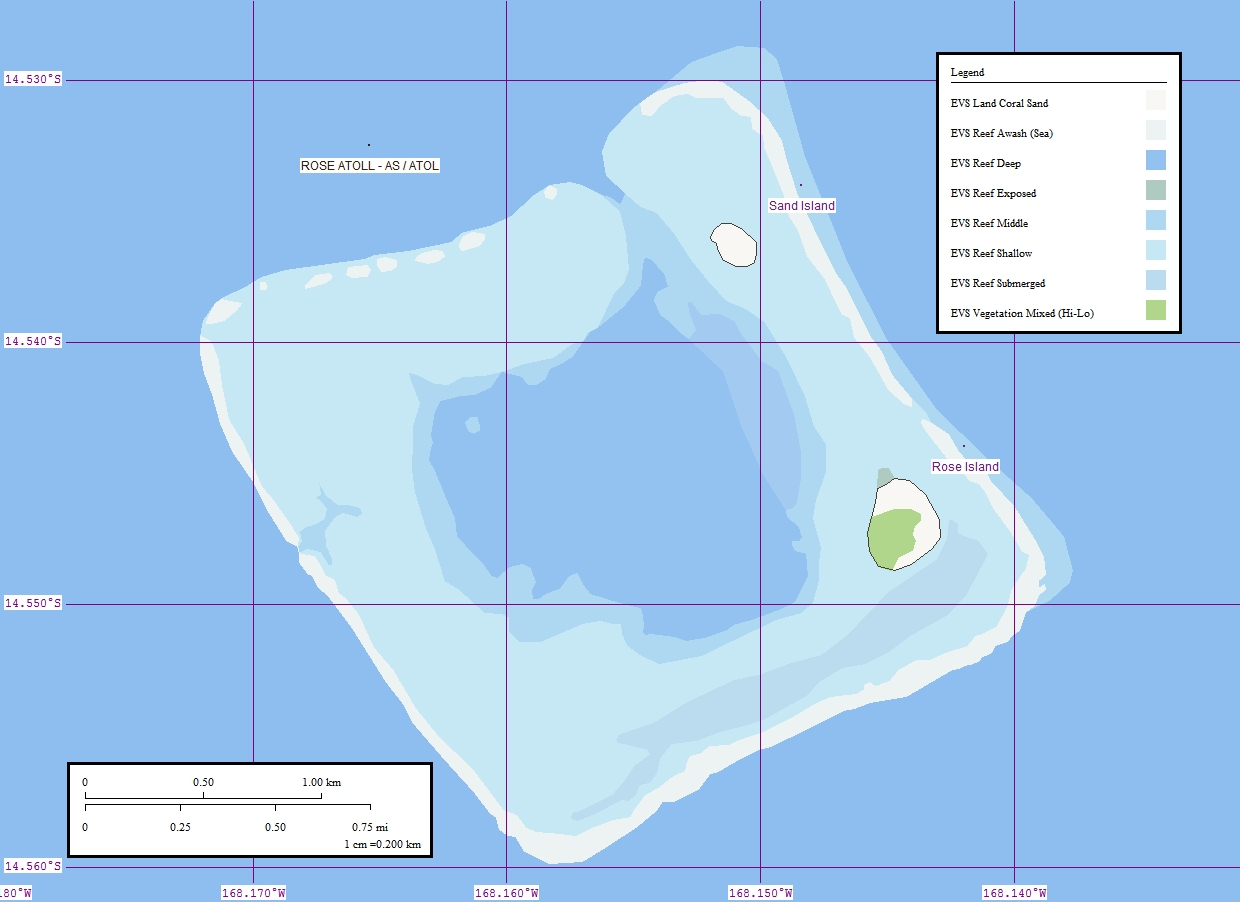
Rose
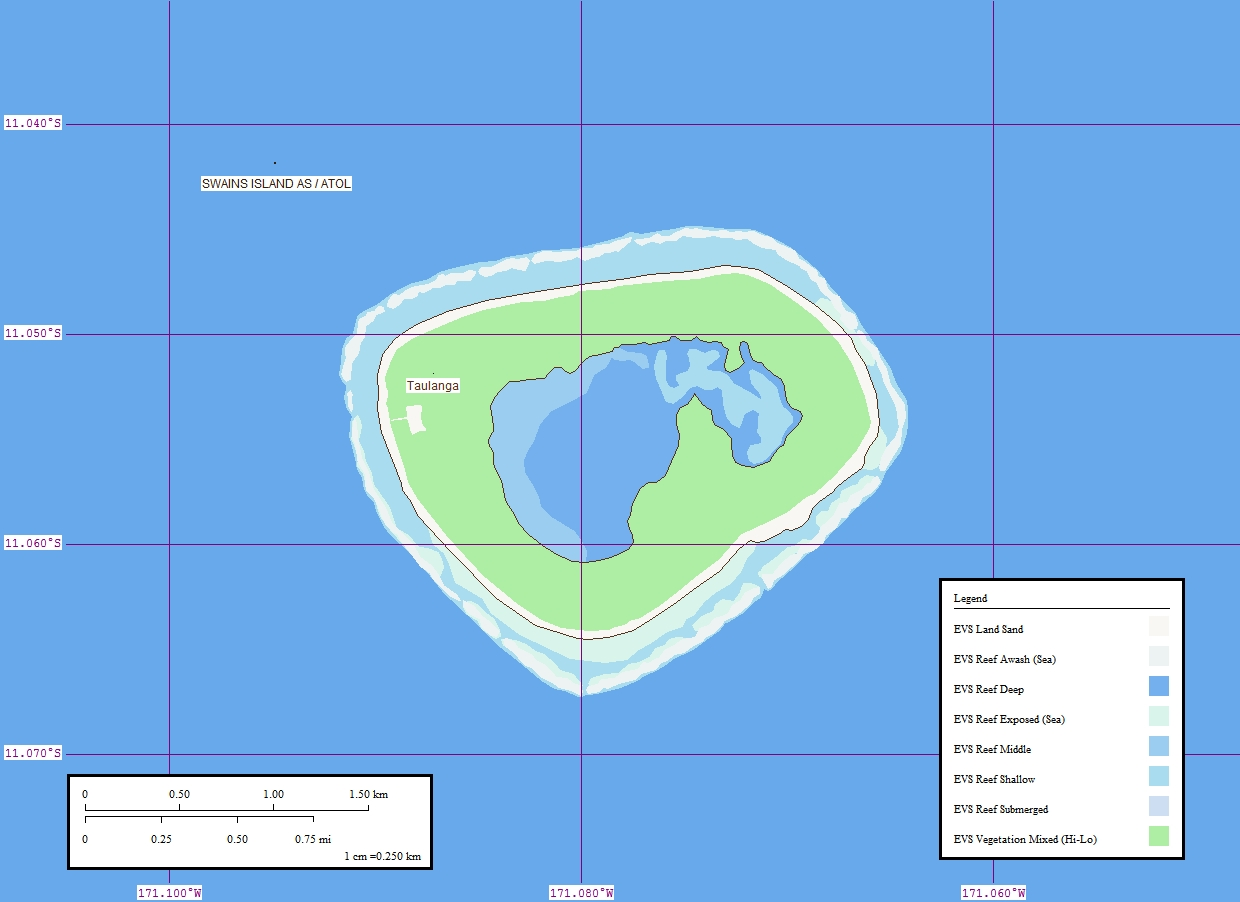
Swains

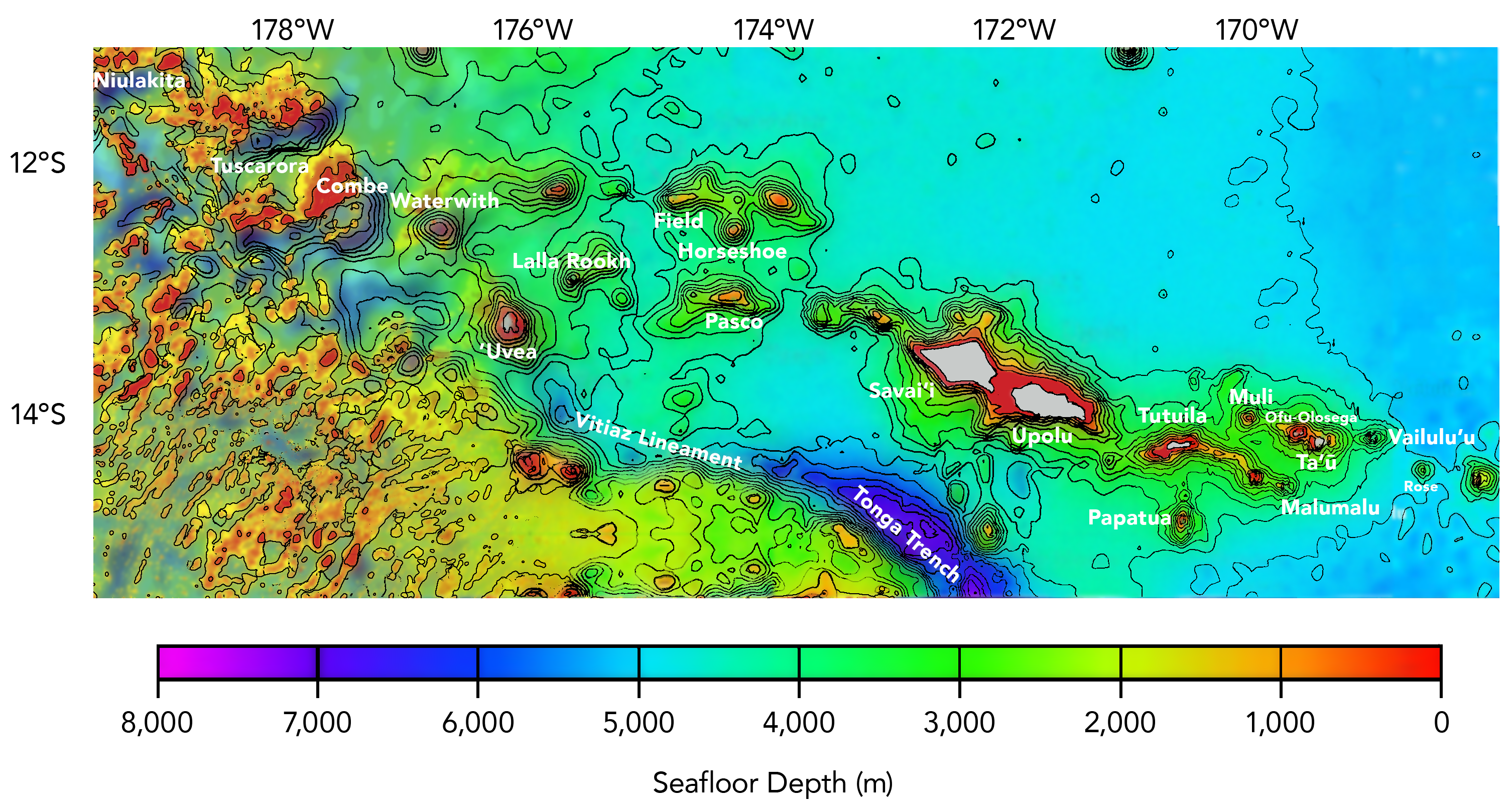
Relevé barymétrique de l’Archipel des Samoa

À l'exception de l'atoll de Rose, les îles de la chaîne sont géologiquement jeunes et se sont formées au cours des derniers millions d'années, probablement au Pliocène ou au Quaternaire. Les volcans sont tous éteints, tandis que les montagnes de l'archipel sont très érodées. Le point culminant de l'État insulaire est le Lata sur l'île de Ta'ū qui culmine à 966 mètres. Le territoire est à proximité de la micro-plaque des Tonga et peut subir des tremblements de terre comme en septembre 2009 où un séisme d'une magnitude de 8 suivi d'un tsunami a causé des dégâts importants.

Paysages des Samoa américaines
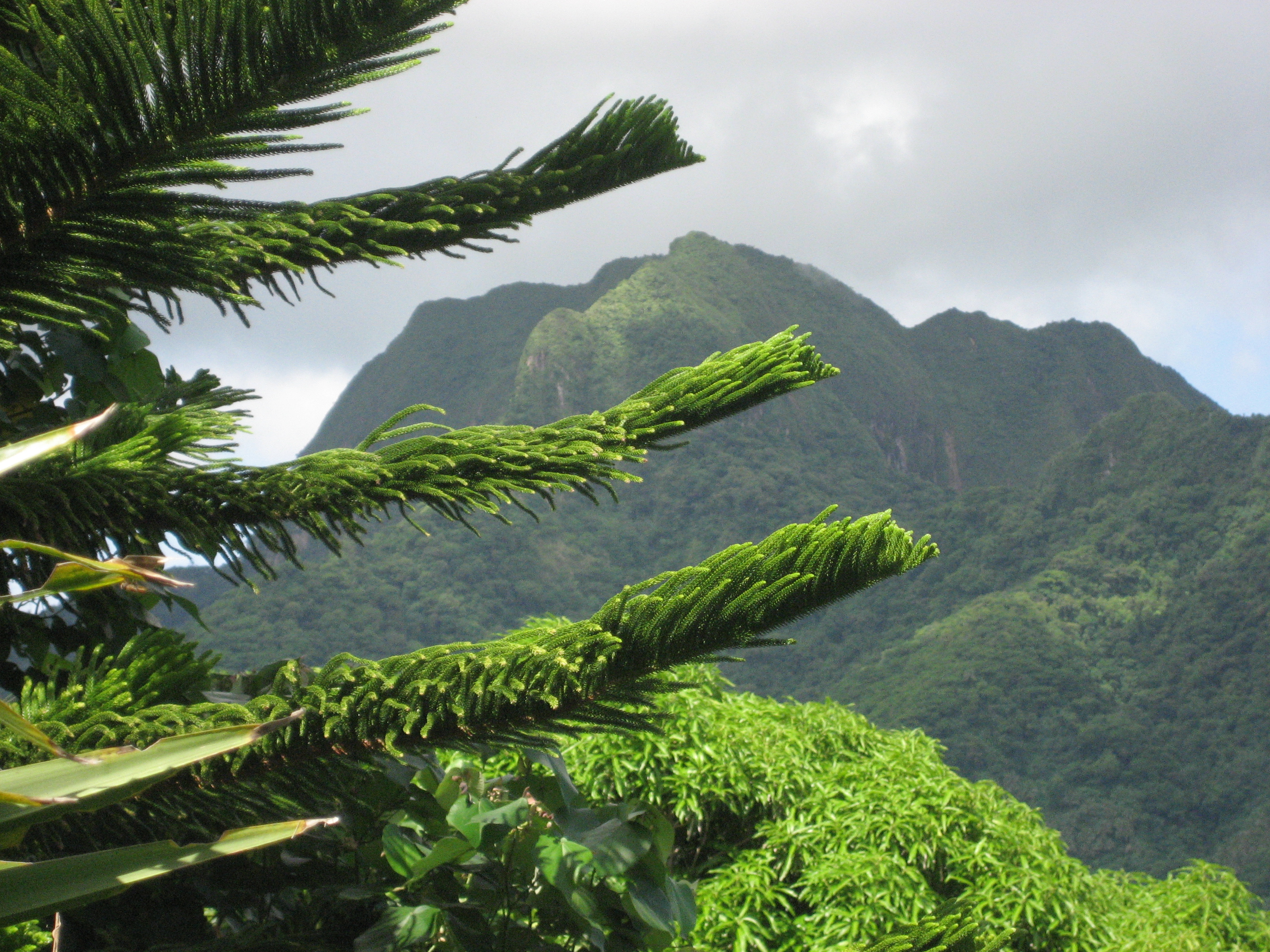
Vue depuis Pago-Pago
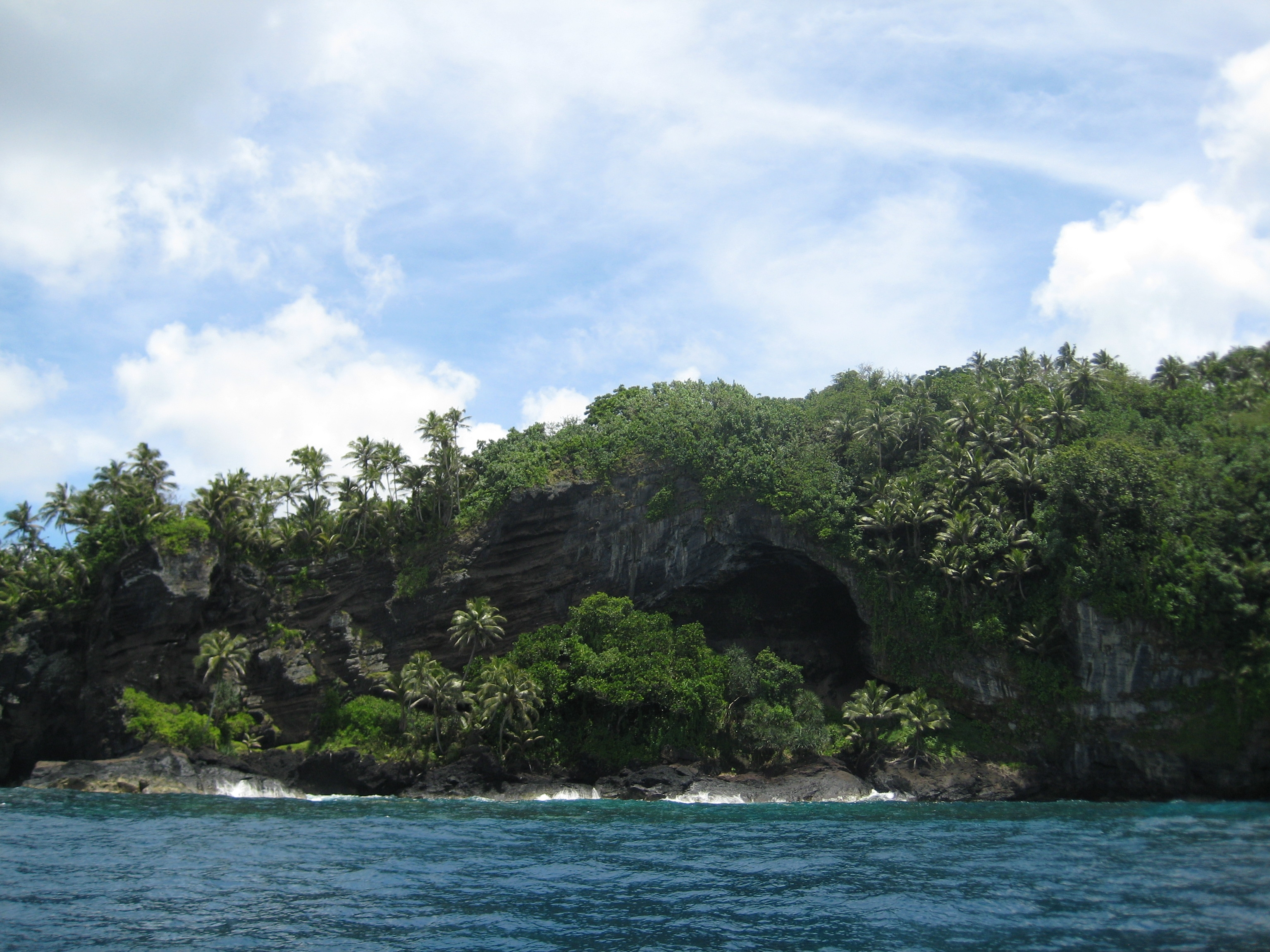
Une grande grotte dans la formation de lave à Larsen's Bay.
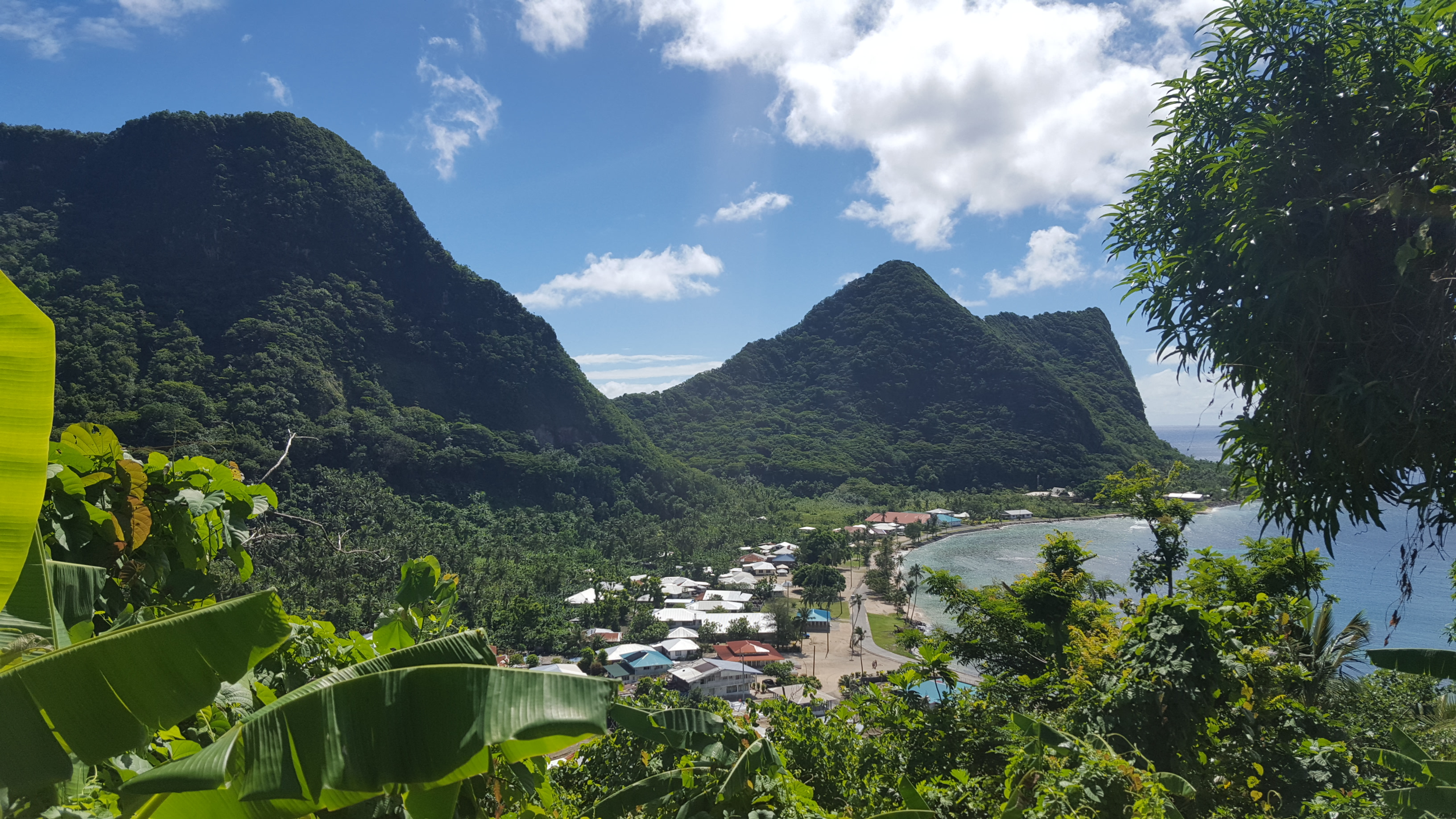
Vatia vue depuis le sentier Tuafanua dans le parc national
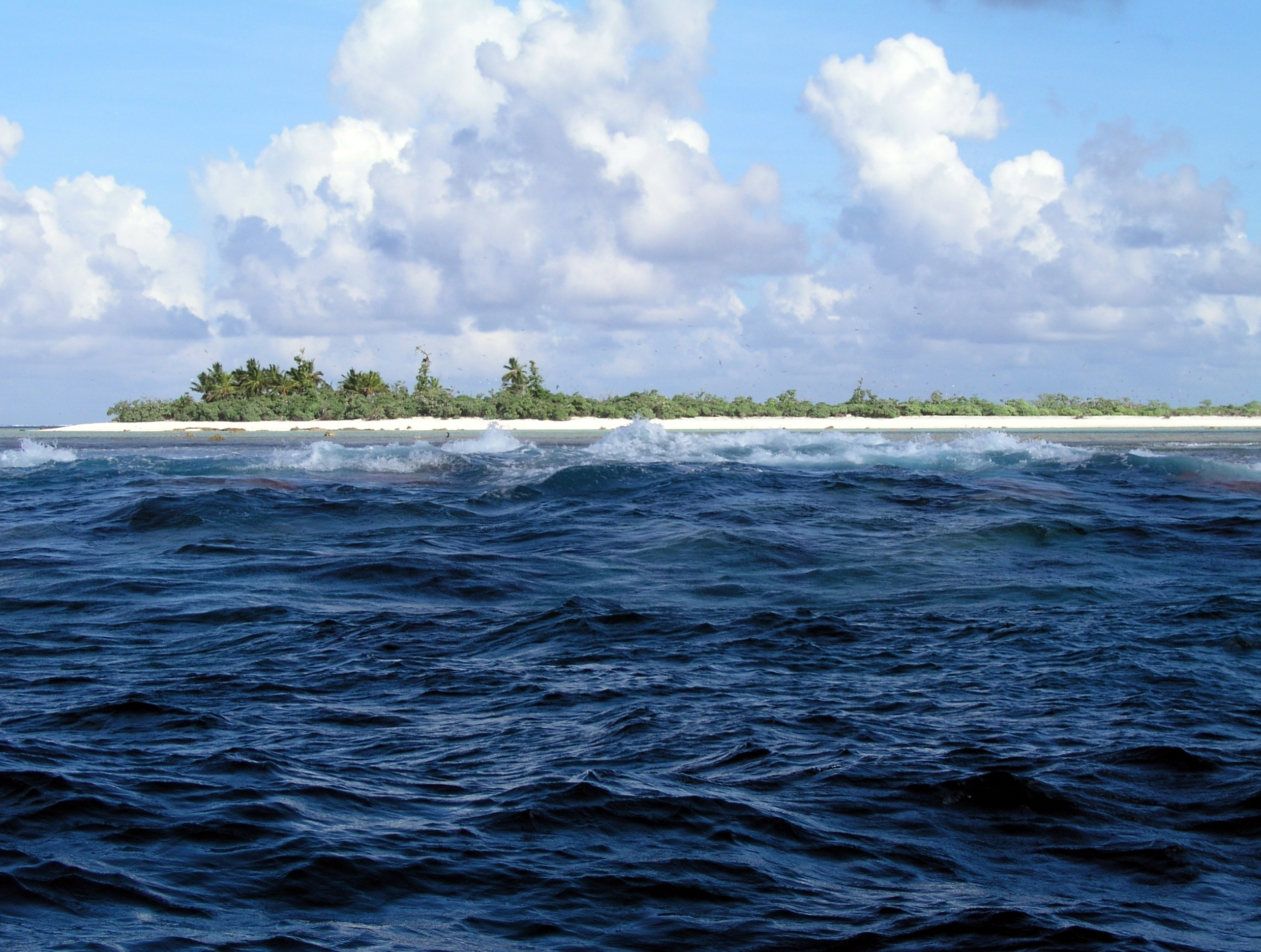
Rivage de l'Atoll Rose

Le climat dans cette zone est chaud et humide et la majorité de l'archipel est couverte par des forêts tropicales humides de densité variable. En 1988, le Congrès crée le parc national des Samoa américaines couvrant Tutuila, Ofu et Ta`u pour protéger les récifs de corail et les forêts. Les alizés modérés du sud-est prévalent, mais de violentes tempêtes peuvent survenir pendant la saison des pluies, de novembre à mars.
| Mois                                  | jan.    | fév.    | mars    | avril   | mai     | juin    | jui.    | août    | sep.    | oct.    | nov.    | déc.    | année   |
| ------------------------------------- | ------- | ------- | ------- | ------- | ------- | ------- | ------- | ------- | ------- | ------- | ------- | ------- | ------- |
| Température minimale moyenne (°C)     | 22      | 22      | 22      | 22      | 22      | 22      | 22      | 22      | 22      | 22      | 22      | 22      | 22      |
| Température moyenne (°C)              | 28      | 28      | 28      | 28      | 26      | 26      | 26      | 26      | 26      | 26      | 28      | 28      | 26      |
| Température maximale moyenne (°C)     | 32      | 32      | 32      | 32      | 32      | 30      | 30      | 30      | 30      | 32      | 32      | 32      | 32      |
| Record de froid (°C) date du record   | 22 1999 | 22 2020 | 20 2011 | 22 2004 | 20 1990 | 20 2003 | 18 2014 | 20 2010 | 20 2009 | 20 2021 | 20 2020 | 20 1991 | 18 2014 |
| Record de chaleur (°C) date du record | 34 1998 | 34 1998 | 34 1998 | 34 1998 | 32 2000 | 32 1995 | 32 2002 | 32 2002 | 32 2002 | 34 2001 | 34 1998 | 34 2001 | 34 1998 |
| Précipitations (mm)                   | 15,12   | 14,08   | 10,87   | 11,19   | 11,33   | 6,53    | 7,28    | 6,8     | 7,69    | 10,13   | 12,04   | 14,25   | 127,77  |

| Diagramme climatique                                  |           |           |           |           |          |          |         |          |           |           |           |
| J                                                     | F         | M         | A         | M         | J        | J        | A       | S        | O         | N         | D         |
| 322215,12                                             | 322214,08 | 322210,87 | 322211,19 | 322211,33 | 30226,53 | 30227,28 | 30226,8 | 30227,69 | 322210,13 | 322212,04 | 322214,25 |
| Moyennes : • Temp. maxi et mini °C • Précipitation mm |           |           |           |           |          |          |         |          |           |           |           |

La zone économique exclusive (ZEE) couvre une superficie de 405 830 km2 ; ses seules frontières sont maritimes et s'étendent sur 2 653 km : 
- au nord avec les Tokelau, territoire de Nouvelle-Zélande ;
- à l'ouest avec les Îles Cook, second territoire de Nouvelle-Zélande ;
- au sud avec Niue, troisième territoire de Nouvelle-Zélande ;
- à l'est avec les Tonga et ses voisins des Samoa.

Seules les frontières avec la Nouvelle-Zélande font l'objet d'un traité conforme à la Convention des Nations unies sur le droit de la mer.
En 2010, l'archipel américain est peuplé d'environ 56 000 Samoans, population concentrée sur l'île de Tutuila dont 4 000 à Pago Pago avec son port naturel, un des plus larges du monde. La baie de Pago Pago est un long fjord tropical, dominé par le mont Rainmaker (en) culminant à 524 mètres. La ville de Tafuna (en), proche de l'aéroport international, est la plus peuplée avec près de 8 000 habitants.